# Luis Foglietti Alberola
Luis Foglietti Alberola (Alacant, 8 d'octubre de 1877 - Madrid, 25 de maig de 1918) va ser un compositor valencià de sarsuela.
Va estudiar amb el seu germà Bernardí, i posteriorment al Conservatori de Madrid. Va ser un compositor precoç; als onze anys ja havia compost algunes peces de saló, i als setze va estrenar dues sarsueles en teatres d'Alacant.
Entre el 1902 i el 1905 va ser director d'orquestra del Teatro de la Zarzuela de Madrid. Posteriorment va ser director musical d'altres teatres, entre ells del Teatre Apolo, bressol del género chico. Justament va viure les últimes raneres d'aquest subgènere, quan ja derivava cap a obres més fàcilment classificables com music-hall o revista, i Foglietti va contribuir a aquesta evolució amb la composició d'obres intranscendents, amb una música despreocupada i hedonista. Igual que Penella i Guerrero es va sentir atret per la cançó, i deixà algunes peces.
Va compondre moltes obres en col·laboració, amb Vicent Lleó, Apolinar Brull, Artur Saco del Valle, Pablo Luna i una llarga llista d'altres mestres.
Entre la seua abundant producció sarsuelística, de més de cent títols, cal destacar els seus grans èxits El club de las solteras (1909), La pajarera nacional (1909), amb més de cinc-centes representacions, El capricho de las damas (1915) i Serafín el pinturero o Contra el querer no hay razones (1916).